# Herbert Samuel Walker
Herbert Samuel Walker (* 29. Februar 1924 im Saint Mary Parish (Jamaika); † 28. August 2017) war ein jamaikanischer Diplomat.

## Leben
Er besuchte das Kingston College in Kingston (Jamaika), studierte an der McGill University in Montreal und an der University of Manchester. Er wurde Mitglied im Gray’s Inn und übte den Beruf des Barrister aus. Er wurde von der Kolonialverwaltung im Wirtschaftsministerium beschäftigt, war Verwaltungsassistent der britischen Handelsmission in Georgetown (Guyana) und erreichte von 1950 bis 1957 den Rang eines geschäftsführenden Handelsattachés. Von 1957 bis 1960 war er Assistent des beamteten Staatssekretärs im Finanzministerium der Kolonialverwaltung in Jamaika. Von 1960 bis 1972 war er Haushaltsbeamter. Von 1962 bis 1965 war er beamteter Staatssekretär im Finanzministerium und 1965 bis 1972 im Ministerium für Handel und Industrie von Jamaika. Von 1973 bis 1978 war er ständiger Vertreter der jamaikanischen Regierung beim Büro der Vereinten Nationen in Genf. Von November 1981 bis August 1988 war er Hochkommissar (Commonwealth) in London. Von 1989 bis 1992 war er ständiger Vertreter der jamaikanischen Regierung beim UN-Hauptquartier in New York City.
Herbert Samuel Walker war mit Eva geb. Alsberg verheiratet und hatte zwei Kinder.